# Cratere Belyov
Belyov  è un cratere sulla superficie di Marte.